# Rudolf Feick

Rudolf Feick

Rudolf Feick (* 2. April 1900 in Elberfeld; † wahrscheinlich Anfang Mai 1945 auf den Rheinwiesen bei Wesel) war als Mitglied der NSDAP Reichstagsabgeordneter im Deutschen Reich.

## Leben

### Herkunft und Berufstätigkeit
Rudolf Feick besuchte ab 1906 im damals noch selbstständigen Elberfeld die Schule, 1918 verließ er die Oberrealschule mit der Oberprimareife. Am Ende des Ersten Weltkrieges war er vom 22. Juni 1918 bis zum 28. Dezember 1918 Soldat, unter anderem beim Reserve-Infanterie-Regiment 53. 1919 trat er in die Reichsfinanzverwaltung ein. Zunächst in Solingen, wurde er später an das Finanzamt Opladen versetzt, wo er 1922 sein Examen als Obersteuersekretär ablegte. In dieser Funktion arbeitete er von Dezember 1923 bis Mai 1933 in Lennep, Remscheid und Wuppertal. Zusätzlich war er von 1927 bis Mai 1933 als amtlicher Buch- und Betriebsführer in Remscheid und Wuppertal zugelassen. Ende der 20er Jahre heiratete er, aus der Ehe gingen zwei Kinder hervor.
In der Zeit des Nationalsozialismus wurde Feick 1939, mittlerweile zum Steueramtmann befördert, an das Finanzamt Grevenbroich versetzt. Als Regierungsrat leitete er dieses Finanzamt vom 1. November 1940 bis zum 1. März 1942. Anschließend war er am Finanzamt Düsseldorf-Süd tätig.

### Politiker der NSDAP
Feick trat zum 1. April 1925 in die NSDAP ein (Mitgliedsnummer 77.908). Bis 1. Oktober 1932 war er der Ortsgruppenleiter in Lennep, vermutlich ab 1929 war er Stadtverordneter und Fraktionsführer der NSDAP im Stadtrat von Remscheid, ehe er 1932 nach Wuppertal umzog. Dort war er bis 21. Mai 1937 der Kreisleiter der NSDAP, für kurze Zeit im Jahr 1933 zudem Stadtverordneter und Fraktionsführer der NSDAP im Wuppertaler Stadtparlament. 1938 und 1939 war er Kaufmännischer Direktor der Städtischen Werke Wuppertal, heute WSW Wuppertaler Stadtwerke.
Vom 5. März bis zum 14. Oktober 1933 war Feick Abgeordneter im Preußischen Landtag. Am 12. November 1933 wurde er in den Reichstag "gewählt". Vom 21. Mai 1937 bis Mitte 1942 war Feick Gauinspektor der NSDAP im Gau Düsseldorf. Am 1. Mai 1941 übernahm er als stellvertretender Kreisleiter der NSDAP den Kreis Gladbach-Rheydt; die gleiche Funktion hatte er Ende 1941 kurzzeitig im Kreis Krefeld-Kempen inne. Feick redete zudem im Auftrag seiner Partei: 1938 bis 1940 als sogenannter Gauredner, dann bis 31. März 1941 als Reichsredner.
Das Landgericht Mönchengladbach verurteilte Feick wegen fahrlässiger Tötung bei einem Autounfall am 23. Juni 1942 zu 15 Monaten Gefängnis. Durch die Verurteilung verlor Feick alle Parteiämter und seinen Beamtenstatus. Während der Haftverbüßung in Bautzen vom 2. März bis zum 1. Juni 1944 verlor er zudem am 22. April 1944 sein Mandat im Reichstag. Nach Ende der Haft wurde er zur Wehrmacht einberufen. Feick wurde am 26. April 1945 von amerikanischen Truppen gefangen genommen und auf die Rheinwiesen bei Wesel gebracht. Seither gilt Feick als verschollen, wahrscheinlich ist ein Tod Anfang Mai 1945 durch Suizid oder die Folgen der Internierung. Das Amtsgericht Wuppertal erklärte Feick am 26. April 1948 für tot und setzte den Todeszeitpunkt für den 9. Mai 1945 fest.